# BlackBerry Z10
De BlackBerry Z10 is een smartphone van de Canadese fabrikant BlackBerry (voorheen Research In Motion). De telefoon werd op 30 januari 2013 onthuld en moet het nieuwe vlaggenschip van het bedrijf worden. De BlackBerry Q10, die op hetzelfde moment aangekondigd werd, beschikt over een fysiek toetsenbord.

## Software
De Z10 en de Q10 zijn samen de twee eerste toestellen die beschikken over het besturingssysteem BlackBerry 10. Dit besturingssysteem is door BlackBerry zelf ontworpen en is gebaseerd op QNX, waar ook de BlackBerry PlayBook op draait. De telefoon beschikt over het instant messaging-programma BlackBerry Messenger, waarin het nu mogelijk is om te videochatten. Het bedrijf heeft beloofd om vanaf de introductie al 70.000 apps voor het besturingssysteem aan te bieden. Enkele van deze apps zijn Angry Birds, WhatsApp en Skype. In het besturingssysteem zijn standaard Facebook, Twitter en LinkedIn geïntegreerd.

## Hardware
De smartphone beschikt over een capacitief touchscreen met schermdiagonaal van 4,2 inch. De schermresolutie bedraagt 1280 x 768 pixels, waarmee de pixeldichtheid 355 ppi bedraagt.
De Z10 heeft een dualcore-processor van 1,5 GHz gebouwd door fabrikant Qualcomm van het type MSM8960 Snapdragon. Het toestel heeft een werkgeheugen van 2 GB en een opslaggheugen van 16 GB, dat uit te breiden is tot 64 GB via een microSD-kaart. De lithium-ion-accu heeft een capaciteit van 1800 mAh. De telefoon heeft verder een 3,5 mm audio-ingang, een micro-USB-uitgang en een HDMI-uitgang. Het toestel ondersteunt bluetooth 4.0 en NFC.

## Camera
Op de Z10 bevindt zich een 8 megapixelcamera en een flitser aan de achterkant en een 2 megapixellens aan de voorkant. Ze kunnen allebei in 720p HD video filmen, terwijl de achterste ook nog eens in 1080p HD kan filmen.
De achterste camera beschikt over autofocus, 5x digitale zoom en een stabiliteitsmodus, die standaard aan staat. Door allebei de volumeknoppen in te drukken, kan men ook een foto nemen. Een camerafunctie genaamd TimeShift kan een hele serie van foto's maken en die aan de gebruiker laten zien, waarvan de gebruiker de beste foto kan kiezen, net zoals in de HTC One X en de Samsung Galaxy S III. Er zijn filters beschikbaar en de foto's kunnen in een 3:4- of 9:16-verhouding worden genomen.